# Альшаны
Альшаны — деревня в Бабынинском районе Калужской области. Входит в сельское поселение «Село Бабынино».

## История
Во времена СССР деревня носила название Искра.

## География
Расположена на берегу Ольховки (приток Перемеры) в 3 км к югу от посёлка Бабынино и в 40 км к юго-западу от Калуги. В деревне 2 улицы.

## Население
| 2002 | 2010 |
| ---- | ---- |
| 33   | ↘17  |

## Инфраструктура
Личное подсобное хозяйство.

## Транспорт
Имеется грунтовая подъездная дорога от Бабынино. Рядом с деревней находится железнодорожная станция 218 км на линии Москва — Брянск.